# Temperijzer

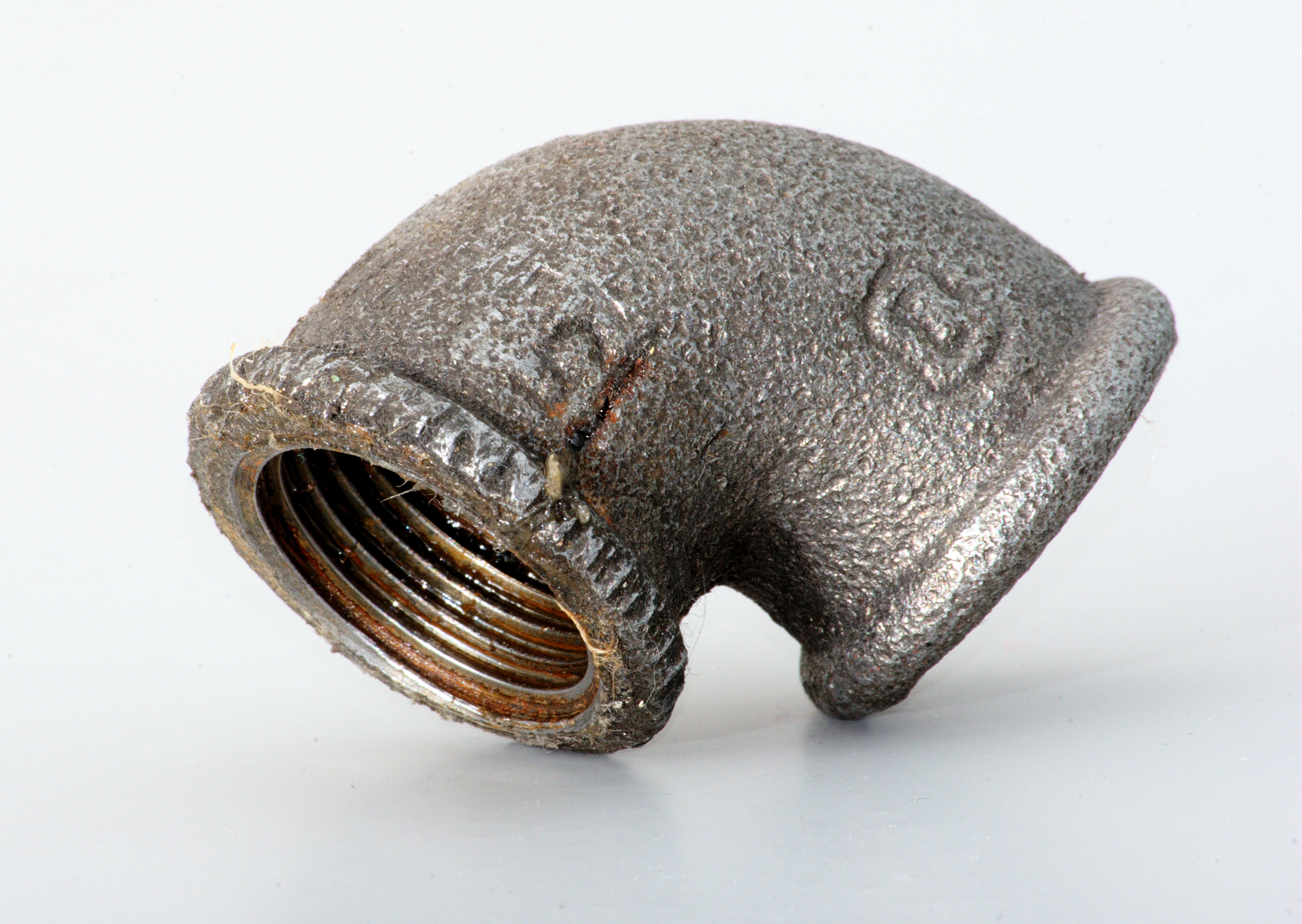
Pijpfitting van zwart temperijzer

Temperijzer (GJM) (soms ook: smeedbaar gietijzer genoemd) is een type gietijzer.
Door een speciale warmtebehandeling, namelijk temperen, van gietijzer verkreeg dit materiaal enige vervormbaarheid, terwijl onbehandeld gietijzer uiterst stijf van vorm was. Hierdoor konden dunwandige gietstukken worden vervaardigd die enige vervorming moesten kunnen ondergaan. Dit is bijvoorbeeld van belang bij pijpfittingen en bij hang-en-sluitwerk. De term smeedbaar gietijzer is feitelijk onjuist, daar dit gietijzer niet de taaiheid van smeedijzer bezit.
Men onderscheidt wit temperijzer (GJMW) en zwart temperijzer (GJMB). Bij het zwart temperijzer vindt de warmtebehandeling plaats onder uitsluiting van lucht. Bij het wit temperijzer vindt de behandeling juist plaats in een oxiderende omgeving, waardoor de buitenkant van het materiaal wordt ontkoold. Voor legering-details zie tabel hieronder:
|      | Legering          | %Fe | %C        | %Si       | %Mn         | %S          | %P  | %Cr | Matrix            | Details |
| ---- | ----------------- | --- | --------- | --------- | ----------- | ----------- | --- | --- | ----------------- | --- |
| GJM  | Temperijzer       |     |           |           |             |             |     |     |                   | getemperd gietijzer in wit temperijzer (GJMW) en zwart temperijzer (GJMB) |
| GJMW | Wit temperijzer   |     | 2,8 – 3,4 | 0,4 – 0,8 | 0,12 – 0,25 | 0,4 – 0,6   | 0,1 |     | ferriet (perliet) | temperen in een oxide-rijke omgeving leidt tot nestvormig grafiet (temperkool) in ferriet/perliet matrix, buitenzone gietstuk is ontkoolde, zuivere ferriet met een witte kleur |
| GJMB | Zwart temperijzer |     | 2 – 2,9   | 1,2 – 1,5 | 0,4 – 0,6   | 0,12 – 0,18 | 0,1 |     | ferriet + perliet | temperen in een oxide-arme omgeving leidt tot nestvormig grafiet (temperkool)                                                                                                   |